# Trierer biographisches Lexikon
Das Trierer biographische Lexikon ist ein Nachschlagewerk mit Kurzbiographien zu mehr als 1500 Persönlichkeiten, die in der Stadt Trier sowie im Gebiet des ehemaligen Regierungsbezirks Trier geboren wurden, dort gewirkt oder sich aufgehalten haben. Der Berichts-Zeitraum beginnt mit dem Einmarsch der französischen Revolutionstruppen im Jahr 1794 und reicht bis zum Ende des 20. Jahrhunderts, allerdings wurden nur bereits verstorbene Personen aufgenommen.
Das Werk erschien im Jahr 2000 im WVT Wissenschaftlicher Verlag Trier sowie als Band 87 der Veröffentlichungen der Landesarchivverwaltung Rheinland-Pfalz mit der ISBN 3-88476-400-4 und der ISBN 3-931014-49-5 sowie der ISBN 978-3-931014-49-0.
Gesamtbearbeiter und Herausgeber des mehr als 500 Seiten umfassenden Werkes war Heinz Monz. Die einzelnen Artikel wurden von Fachleuten aber auch engagierten Laien verfasst, alle Autoren verzichteten dabei auf ein Honorar.
In einer ansonsten positiven Rezension wurde die Auswahl der in das Lexikon aufgenommenen Personen kritisiert, ebenso die  Tatsache, dass viele Artikel von Nachfahren oder Verwandten der behandelten Person verfasst wurden, wodurch die Gefahr mangelnder Objektivität gegeben sei. Auch die wenig kritische Haltung in einigen Artikeln wurde bemängelt, so etwa das Verschweigen antisemitischer Äußerungen von Friedrich Dasbach. Den Vorwurf, Vorfahren bzw. Verwandte von Sponsoren seien bevorzugt in das Lexikon aufgenommen worden, wies der Herausgeber als unberechtigt zurück.

## Rezension
- Klaus Schreiber: Trierer biographisches Lexikon auf der Seite des Bibliotheksservice-Zentrums (BSZ) Baden-Württemberg, Südwestdeutscher Bibliotheksverbund